# Ахметзянов Зайнетдін Нізамутдінович
Зайнетдін Нізамутдінович Ахметзянов (9 [21] вересня 1897 — 30 січня 1990) — Герой Радянського Союзу (23.09.1944), учасник Другої світової війни, сапер 134-го окремого гвардійського саперного батальйону 11-го гвардійського танкового корпусу 1-ї гвардійської танкової армії 1-го Українського фронту, гвардії єфрейтор.

## Біографія
Народився 9 (21) вересня 1897 року в селі Янгіскаїн нині Гафурійського району Башкортостану. Татарин. Освіта початкова. Член ВКП(б) з 1944 року. Учасник громадянської війни 1919—1921 років, бився з петлюрівцями і махновцями. З 1921 по 1929 роки займався землеробством в господарстві батька, з 1930 по 1941 рік був бригадиром, потім завідувачем складу в колгоспі «Кизил яр» Гафурійського району.
У січні 1942 року призваний в Червону армію Гафурійським райвійськкоматом Башкирської АРСР.
19 липня 1944 року при форсуванні річки Західний Буг в районі міста Сокаль Львівської області сапер 134-го окремого гвардійського саперного батальйону (11-й гвардійський танковий корпус, 1-а гвардійська танкова армія, 1-й Український фронт) гвардії єфрейтор Зайнетдін Ахметзянов під безперервним артобстрілом і бомбардуванням з повітря ні на хвилину не припиняв роботу з наведенням переправи для колісного транспорту. Своєю самовідданою працею захопив саперів свого взводу, що сприяло достроковому виконанню бойового завдання роти.
23 липня 1944 року біля села Висоцьке, при будівництві моста через річку Сян, відважний сапер сміливо переправився на лівий берег, зайнятий ворогом, справив інженерну розвідку лісоматеріалу. Протягом 2 годин в умовах обстрілу з автоматів і мінометів противника, працюючи у воді, зробив розбивку осі моста.
Особливо відзначився З. Н. Ахметзянов при форсуванні річки Вісли в районі польського міста Західний Макув. 30 липня 1944 року як рульовий на поромі з двох човнів він переправляв гармати і протягом трьох діб беззмінно продовжував залишатися на поромі.
Звання Героя Радянського Союзу з врученням ордена Леніна і медалі «Золота Зірка» (№ 4573) Зайнетдіну Нізамутдіновичу Ахметзянову присвоєно Указом Президії Верховної Ради СРСР від 23 вересня 1944 року.
Після війни повернувся в рідне село Янгіскаїн і з 1945 року по 1960 рік працював в колгоспі імені Леніна. З 1981 року жив у місті Уфі. Помер 30 січня 1990 року.

## Нагороди
- Медаль «Золота Зірка» Героя Радянського Союзу (№ 4573)
- Орден Леніна
- Орден Вітчизняної війни I ступеня (06.04.1985)[3]
- Орден Вітчизняної війни II ступеня (13.02.1945)[4]
- Орден Червоної Зірки (29.05.1945)[5]
- Медалі, в тому числі:
  - Медаль «За відвагу» (14.02.1944)[6]
  - Медаль «За бойові заслуги» (10.10.1943)[7]
  - Медаль «За перемогу над Німеччиною у Великій Вітчизняній війні 1941—1945 рр.»
  - Медаль «20 років перемоги у Великій Вітчизняній війні 1941—1945 рр.»
  - Медаль «30 років перемоги у Великій Вітчизняній війні 1941—1945 рр.»
  - Медаль «40 років перемоги у Великій Вітчизняній війні 1941—1945 рр.»

## Пам'ять
- Похований у столиці Башкортостану — місті Уфі.
- У Янгіскаїнській середній школі відкрито музей З. Н. Ахметзянова.
- В Уфі, на будинку де жив Герой, встановлена меморіальна дошка.